# Раирана пуховка
Раираната пуховка (Micromonacha lanceolata) е вид птица от семейство Пуховкови (Bucconidae), единствен представител на род Раирани пуховки (Micromonacha).

## Разпространение
Видът е разпространен в Боливия, Бразилия, Еквадор, Колумбия, Коста Рика, Панама и Перу.